# Prodidomus latebricola
Prodidomus latebricola är en spindelart som beskrevs av Cooke 1964. Prodidomus latebricola ingår i släktet Prodidomus och familjen Prodidomidae.
Artens utbredningsområde är Tanzania. Inga underarter finns listade i Catalogue of Life.